# Лойс, Хенни
Хендрик Якобюс (Хенни) Лойс (нидерл. Hendrik Jacobus "Hennie" Loois; 14 января 1909, Амстердам — 28 февраля 1991, там же) — нидерландский футболист, игравший на позиции защитника, выступал за амстердамский «Аякс».

## Ранние годы
Хенни Лойс родился 14 января 1909 года в Амстердаме, в семье слесаря Арнолдюса Лойса и его жены Гритье Албертье Слове. Он был первым ребёнком в семье из трёх детей. У него было два младших брата: Вилхелмюс Арнолдюс и Петрюс Якобюс. Их отец был родом из города Герде, а мать из Амстердама.

## Спортивная карьера
Вместе с братьями Лойс выступал за футбольный клуб ВБВ, который участвовал в чемпионате Амстердама, а также играл на позиции защитника за сборную Футбольного союза Амстердама.
В 1933 году братья Хенни и Ко перешли в другой амстердамский клуб — «Аякс». В чемпионате Лойс старший дебютировал 17 сентября в матче с АДО, заменив после первого тайма ван де Пюттелара. Встреча завершилась победой амстердамцев — 1:4.
За «Аякс» Хенни сыграл всего шесть игр в чемпионате. В последний раз в составе «красно-белых» он выходил на поле 5 ноября в гостевом матче с ХФК. На выезде его команда одержала победу со счётом 0:2, благодаря голам Аудендейка и Мюлдерса.
Его младший брат Ко через несколько сезонов стал основным игроком «Аякса» и оставался им до середины 1940-х годов.

## Личная жизнь
Хенни умер 28 февраля 1991 года, в возрасте 82 лет.